# Сербская, Зинаида Владимировна
Се́рбская Зинаи́да Влади́мировна (20.01.1883 Москва, Российская Империя — 08.09.1919 Одесса, Советская Россия) — деятель просвещения начала XX века, дочь В. П. Сербского и жена К. А. Кузнецова.

## Биография
Дочь российского психиатра В. П. Сербского — основоположника отечественной судебной психиатрии и Анны Феликсовны Маевской.
В 1892 году, сдав экзамен, была принята в приготовительный класс Усачёвско-Чернявского женского училища, находившегося под покровительством Её Императорского Величества. Окончила училище, семь классов, в 1900 году с золотой медалью. В этом же году управляющий Московским учебным округом присвоил Зинаиде звание «Домашней наставницы» с правом преподавания русского языка и истории.
11 ноября 1910 года Зинаида Владимировна окончила Московские высшие учебные курсы и была допущена к экзаменам на историко-философский факультет МГУ. По-видимому, там она познакомилась со своим будущим мужем Константином Алексеевичем Кузнецовым, профессором Восточного института во Владивостоке, который вскоре был отправлен в командировку в Лондон. 26 апреля 1912 года Зинаида Владимировна получила заграничный паспорт и 6 июля 1912 года в Лондоне, в Посольской Успенской церкви они обвенчались.
З. В. Сербская последовала за мужем во Владивосток, где стала преподавать в 1-й Владивостокской женской гимназии. 31 марта 1914 года она была награждена «светлобронзовой» медалью в честь 300-летия дома Романовых. Свидетельство о награждении подписано Приамурским генерал-губернатором.
В связи с беременностью Зинаида Владимировна переехала в центральную Россию, где в Московской губернии в Подольском уезде 14 июля 1914 года родила сына Владимира. 4 сентября 1915 года была утверждена на должность учителя истории Одесской женской гимназии имени С. И. Видинской.
3 июля 1918 года у Зинаиды Владимировны родилась дочь Наталья.
8 сентября 1919 года Зинаида Владимировна скончалась от брюшного тифа, вылечив заболевшего раньше мужа.
Зинаида Владимировна была знакома с М. Волошиным, который посвятил ей стихи.